# Yelena Rudkovskaya
Yelena Rudkovskaya (Gomel, 21 de abril de 1973) foi uma nadadora bielorrussa, campeã olímpica pela Equipe Unificada nas Olimpíadas de Barcelona em 1992.